# Herrljunga SK
Herrljunga SK är en idrottsförening och fotbollsförening i Västergötland. Klubben grundades den 6 februari 1925. A-laget spelar säsongen 2020 i division V mellersta. Herrlaget har som bäst spelat i division 3, där det år 2003 kom på plats 100 i publikligan med 312 åskådare i snitt per hemmamatch. Klubben arrangerar sedan 1980-talet en lokal turnering i inomhusfotboll nämligen Herrljunga Förening- & Företagscup. 